# لیلاج (فیلم ۱۳۴۵)
لیلاج فیلمی به کارگردانی و نویسندگی ایرج قادری محصول سال ۱۳۴۵ است.

## بازیگران
- ایرج قادری
- آذر حکمت شعار
- علی آزاد
- محسن مهدوی
- شهلا
- تورج قادری
- لادن
- اکبر مشکین
- داریوش اسدزاده